# حسین فاطمی (عکاس)
حسین فاطمی (زادهٔ ۱۳۵۸ در اردبیل) عکاس خبری و مستند است.

## زندگی‌نامه
او عکاسی را از سال ۱۳۷۶ فرا گرفت.
و در سال ۱۳۸۴ بصورت حرفه ایی از خبرگزاری فارس شروع کرد.
عکسهای او در مجلات معتبر دنیا از جمله، نیوزویک، نیویورک تایمز، واشینگتن پست، گاردین به چاپ رسیده‌اند و در کشورهای لبنان، ترکیه، پاکستان، افغانستان، عراق، گرجستان، روسیه، هند، سومالی و کنیا عکاسی کرده‌‌است.
او هم‌اکنون بعنوان عکاس آزاد با آژانس Panos Pictures همکاری دارد و همچنین موسس و مدیر آژانس عکس خاورمیانه میباشد.

## جایزه‌ها
- منتخب مسابقه عکس ورلد پرس فوتو ، آسیا، بخش آزاد،۲۰۲۳[۲]
- مقام دوم  مسابقه عکس  وردپرس فوتو بخش پروژه های بلندمدت- 2017[۳]
- مقام سوم جایزه دیز ژاپن - ۲۰۱۳[۴]
- تقدیر در مسابقه عکس سال یونیسف - ۲۰۱۲
- مقام اول جشنواره بین‌المللی بیداری - ۲۰۱۲
- مدال طلای جشنواره بین‌المللی عکاسی خبری چین - ۲۰۱۱
- فینالیست جایزه عکس نیویورک - ۲۰۱۰
- مدال برنز جشنواره بین‌المللی عکاسی خبری چین - ۲۰۰۹
- مدال برنز جشنواره بین‌المللی عکاسی خبری چین - ۲۰۰۷

## نمایشگاه
- «افغانستان معاصر: نگاهی دیگر» در روسیه[۵]

## کتاب‌ها
- سپیدشور (بروشور نمایشگاه)- مجموعه عکس‌های حسین فاطمی - (دریاچه ارومیه)[۶]